# Jane Barkman
Jane Louise Barkman (* 20. September 1951 in Bryn Mawr, Pennsylvania) ist eine ehemalige US-amerikanische Schwimmerin und zweifache Olympiasiegerin.
Bei den Olympischen Sommerspielen 1968 in Mexiko-Stadt war sie Mitglied in der US-Schwimmstaffel über 100 m Freistil und gewann mit dieser die Goldmedaille. Im Einzelwettkampf über 200 m Freistil gewann sie zudem Bronze.
Sie trat nach den Spielen vom Spitzensport zurück.
Vier Jahre später, bei den Olympischen Sommerspielen in München, gab sie jedoch ein Comeback und konnte ihren Olympiasieg mit der Staffel über 100 m Freistil wiederholen.
Später wurde sie Schwimmtrainerin an der Princeton University.